# Soundtaxi
Soundtaxi ist ein deutscher Produktionsmusik-Anbieter mit Sitz in Stuttgart.

## Geschichte
Soundtaxi wurde 2005 von Tim Rheinwald als Einzelunternehmen unter dem Namen „Getloop“ gegründet und dann schließlich Ende 2015 als GbR unter dem Namen „Soundtaxi“ weitergeführt. Bis heute ist das Unternehmen ein Vorreiter im Bereich Stock-Music und wurde seither oft kopiert.
Seit 2010 ist Soundtaxi eine GmbH und seit 2019 Tim Rheinwald alleiniger geschäftsführender Gesellschafter. Soundtaxi ist eine eingetragene EU-Marke.
2009 wurde das Unternehmen für den „Music Award Region Stuttgart“ in der Kategorie „Musikunternehmen des Jahres“ nominiert.

## Unternehmen
Soundtaxi umfasst eine große Production Music Library für TV, Werbung, Imagefilm, Kino, Radio, Podcasts, Games, Internet und audiovisuelle Medien. Das Unternehmen versteht sich als Full Service Dienstleister in den Bereichen License Pre-Clearing, Music Consulting und individuelle Musikproduktion.
Das Repertoire deckt die ganze musikalische Bandbreite ab und versorgt kreative Musiknutzer mit Premium Audio Content: Von orchestralen Filmscores, Klassik, Jazz, World Music, Heavy Metal über Audio Logos bis zu modernen Electro und Indie-Rock Tracks - auch bei der Suche nach ausgefallenen Tracks.

## Künstler
- DJ Bobo
- Nuclear Blast
- Axel Breitung
- Score Squad
- Manuel Mayer
- Eden weint im Grab
- Transit Poetry

## Produktionen (Auswahl)
- 2012: The Wingman[2]
- 2013: Aston Martin Image Film[3]
- 2013: REWE ‘Jedi’ - TV Commercial[4]
- 2013: Ironclad Cinema Ad[5]
- 2013: McDonalds’ Stop Motion Viral Ad[6]
- 2017: Jerks.[7]
- 2017: The One Millionth Porsche 911 in New York[8]
- 2017: Panasonic ALL Connected HiFi System[9]
- 2017: Playmobil Porsche 911 GT3 Cup Film[10]
- 2017: Audi Q8 Concept[11]
- 2017: CASIO G-SHOCK GST-B100[12]
- 2017: NIVEA TV Commercial[13]
- 2018: Daimler - Smart Electric Challenge[14]
- 2018: Sennheiser - Evolution Wireless G4[15]
- 2018: Electric AUDI e-tron[16]